# Bolbe

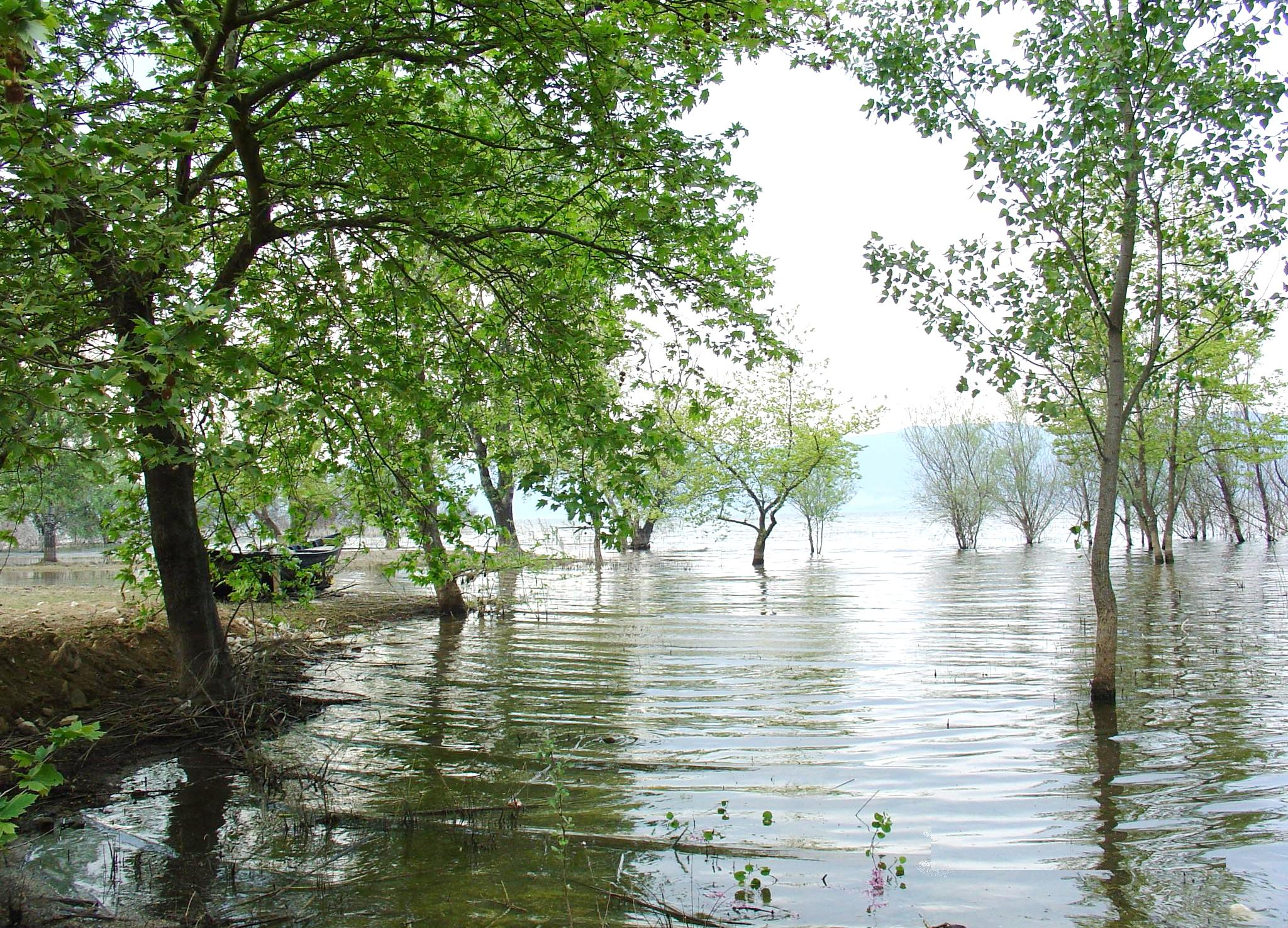
Lago Bolbe

El lago Bolbe (en griego: Βόλβη), también Vólvi, es un lago natural de Grecia situado en el extremo norte de la Calcídica, que forma parte de Macedonia Central en la región antigua de Migdonia. Tiene una longitud de cerca de 20 km, una anchura de unos 5,6 km y una superficie de 68 km².
Con terrenos pantanosos a unos 32 km al norte de Olinto, está separado de ella por una cadena montañosa que aislaba la región. Conserva el nombre, el Volvi.
Está unido mediante un canal con el vecino lago Koronia. Un arroyo llamado Rentina (probablemente el antiguo Erequios, romanizado en Richeios o Rechius) nace en el lago y desemboca en el golfo de Tesalónica, después de discurrir unos 9 km y haber atravesado el valle de Aulón (o de Aretusa), el cual separa la península Calcídica del interior de Macedonia Central.
Bormisco era la ciudad calcídica donde en la Antigüedad vertía sus aguas al mar, al sudoeste de Anfípolis y de Argilo. Aulón, probablemente, era el nombre del valle y el canal (aulōn) por donde el lago Bolbe desaguaba en el mar.

## Protección
Forma parte de los biotopos de humedales de Grecia, protegidos por la Directiva 92/43/CEE del Consejo de 21 de mayo de 1992 relativa a la conservación de los hábitats naturales y de la fauna y flora silvestres. El lago Koronia, junto con el lago Vólvi, fueron designados sitio Ramsar el 21 de agosto de 1975 También es un importante sitio ornitológico incluido dentro del parque nacional de los Humedales de los lagos Korónia, Vólvi y del Témpi macedonio.